# 帕特里克·默里
帕特里克·默里（英語：Patrick Murray，1945年3月11日—2021年7月3日），澳大利亚男子射击运动员。他曾代表澳大利亚参加1986年、1990年、1994年和1998年英联邦运动会射击比赛，获得四枚金牌、二枚银牌和一枚铜牌。